# シュヴァープブルック
シュヴァープブルック (ドイツ語: Schwabbruck) は、ドイツ連邦共和国バイエルン州オーバーバイエルン行政管区のヴァイルハイム＝ショーンガウ郡に属す町村（以下、本項では便宜上「町」と記述する）であり、アルテンシュタット行政共同体を構成する自治体の一つである。

## 地理
シュヴァープブルックはオーバーラント地方のショーンガウ市の西に位置する。シュヴァーベンとアルトバイエルンの境界地域にあたるアルゴイ・アルプス北部のモレーン地域にある。町の北部にはザクセンリートの森が広がる。この森はデンクリングの森とともにオーバーバイエルンで最も広大な森林地域を形成している。

### 自治体の構成
この町は、公式にはシュヴァープブルック地区のみからなる。

## 歴史
8世紀または9世紀にフュッセンの聖マンク修道院は、ザクセンリート東部の王領を贈与された。1070年から修道院領の代官権はヴェルフェン家の所有となり、ヴェルフェン家はレヒラインに閉鎖ホーフマルクを形成した。
町の名前は、1126年に記録されたヴェルフェン家の家人に「フォン・ブルッゲ (von Brugge)」とあるのが初出である。この一族は集落北側の「ブルックシュテラー (Brucksteller)」耕牧地に拠っていた。その起源は、シェーナハ川に架けられていた橋 (= Brücke) を護るために、1100年頃に城が築かれた事に由来する。1716年までこの集落は単に Brugg、Bruck、Prugk、あるいはこれに類する名前で呼ばれ、表記されていた。この川越えのルートは、アウクスブルクとヴェローナとを結ぶ重要な軍用道路の一部であった。この街道自体はとても古く、ローマ時代以前からあったと推測されている。現在のシュヴァープブルックという名称は1802年以降になってから一般に広まった名前である。地元の住人は多くの場合、今でも自分の町を「ブルック (Brugg)」と呼ぶ。
シュヴァープブルックは、1313年に聖マンク修道院の代官権を手に入れたアウクスブルク司教本部が世俗化まで統治した。司教本部は1785年に重罪裁判権をも獲得した。1803年の帝国代表者会議主要決議とこれに基づく世俗化以降、この町はバイエルン領となった。現在の自治体は1818年の市町村令によって成立した。

### 人口推移
- 1970年 635人
- 1987年 714人
- 2000年 950人

## 引用
1. ↑  https://www.statistikdaten.bayern.de/genesis/online?operation=result&code=12411-003r&leerzeilen=false&language=de Genesis-Online-Datenbank des Bayerischen Landesamtes für Statistik Tabelle 12411-003r Fortschreibung des Bevölkerungsstandes: Gemeinden, Stichtag (Einwohnerzahlen auf Grundlage des Zensus 2011)
2. ↑  Bayerische Landesbibliothek Online